# Прадо, Мариано
Мариано Прадо Бака (исп. Mariano Prado Baca, 1776—1837) — центральноамериканский адвокат, политический деятель.

## Биография
Родился в 1776 году в Леоне, его родителями были креолы; ещё ребёнком вместе с родителями переехал в Сан-Висенте. Несколько лет прослужил добровольцем в армии, но потом решил изучать гражданское право, и в 1797 году получил степень доктора права. Занимал пост в городском совете города Сан-Висенте, в котором владел земельными участками. Во время революционных событий 1811 года поддержал сторону правительства.
Когда в 1821 году была провозглашена независимость, Мариано Прадо был одним из лидеров либералов. В 1822 году был избран в Конгресс провинции, противостоял аннексии Центральной Америки Мексикой. 25 мая 1823 года возглавил Консультативную хунту, с 17 июня 1823 года стал единоличным главой провинции Сан-Сальвадор. 14 марта 1824 года вступила в силу первая Конституция Федеративной Республики Центральной Америки, в соответствии с которой провинция была преобразована в штат Сальвадор. Мариано Прадо стал первым главой нового штата, занимая эту должность до 22 апреля 1824 года, когда Конституционная ассамблея штата избрала его главой Хуана Мануэля Родригеса. В мае 1824 года главой Сальвадора был избран Хуан Висенте Вильякорта, а Мариано Прадо стал вице-главой штата. С 1 октября по 13 декабря 1824 года Мариано Прадо временно исполнял обязанности главы штата, вплоть до официальной инаугурации Вильякорты.
В 1826 году Мариано Прадо был вновь избран главой штата Сальвадор, и в этом качестве участвовал в войне против центрального правительства, в котором доминировали представители консерваторов. Президентский срок Мариано Прадо истёк в январе 1829 года, а позднее в том же году гражданская война завершилась победой представителей либералов, армию которых возглавлял Франсиско Морасан. В 1830 году Морасан был избран президентом Центральной Америки, а Прадо стал при нём вице-президентом.
В 1832 году глава Сальвадора Хосе Мария Корнехо объявил об отделении Сальвадора от Федеративной Республики. Разгромив Корнехо, Морасан сделал Прадо новым главой Сальвадора. На этом посту Прадо ввёл новую налоговую систему, сделавшую налоги обязательными для всего населения, что привело к восстаниям в Исалько и Сан-Мигеле, а также восстанию индейцев под руководством Анастасио Акино. Эти восстания привели к тому, что Прадо был вынужден уйти в отставку и передать власть Хоакину де Сан-Мартину.
В 1835 году Прадо был избран федеральным сенатором от штата Сальвадор. В 1837 году он скончался.